# Институт русской культуры (Буэнос-Айрес)
«Институт русской культуры» при Обществе Русское Христианское Возрождение — образовательное, исследовательское, аналитическое, пропагандистское, религиозное учреждение, руководимое миссией иезуитов в Русском зарубежье в традиции русских католиков византийского обряда в составе Русского апостолата, действовало в столице Аргентины городе Буэнос-Айресе с 1948 года.

## История
Основатель — французский иезуит Филипп де Режис sj. Помимо Института и во взаимодействии с ним при Обществе функционировали: типография «Salguero» и издательство, выпускавшее русскоязычную газету «За Правду!».

### Цели
Действовал в пропагандистских антикоммунистических и антисоветских целях, направленных на русскую диаспору.

### Персонажи
- Александр Кулик
- Алексей Ставровский
- Борис Башилов
- Борис Ширяев